# Dureno
El dureno, o 1,2,4,5-tetrametilbenceno, es un compuesto orgánico con la fórmula C6H2(CH3)4. Es un sólido incoloro con un olor dulce. El compuesto se clasifica como un alquilbenceno. Es uno de los tres isómeros del tetrametilbenceno, los otros dos son el prehniteno (1,2,3,4-tetrametilbenceno) y el isodureno (1,2,3,5-tetrametilbenceno). El dureno tiene un punto de fusión inusualmente alto (79,2 °C), lo que refleja su alta simetría molecular.

## Producción
Es un componente del alquitrán de hulla y se preparó por primera vez a partir de pseudocumeno en 1870. Se produce por metilación de otros compuestos de benceno metilados, como p-xileno y el pseudocumeno.
C6H4 (CH3)2 + 2 CH3Cl → C6H2(CH3)4 + 2 HCl
En la industria, una mezcla de xilenos y trimetilbencenos se alquila con metanol. El dureno se puede separar de sus isómeros mediante cristalización selectiva, aprovechando su elevado punto de fusión. La síntesis original del dureno implicó una reacción similar a partir del tolueno.
El dureno es un subproducto importante de la producción de gasolina a partir de metanol mediante el proceso MTG (Metanol a Gasolina).

## Reacciones y usos
Es un derivado del benceno que se oxida con relativa facilidad, con E1/2 de 2,03 V frente a NHE. Su nucleofilia es comparable a la del fenol. Se halogena fácilmente en el anillo, por ejemplo. La nitración produce el derivado dinitro, un precursor de la duroquinona . En la industria, es el precursor del dianhídrido piromelítico, que se utiliza para fabricar agentes de curado, adhesivos y materiales de recubrimiento. Se utiliza en la fabricación de algunas materias primas para plásticos de ingeniería (poliimidas) y como agente reticulante para resinas alquídicas. También es un material de partida adecuado para la síntesis de hexametilbenceno.
Con un espectro de RMN de protones simple debido a la simetría de la molécula, que comprende dos señales debidas a los 2 hidrógenos aromáticos (2H) y cuatro grupos metilo (12H), se utiliza el dureno como estándar interno.

## Seguridad
El dureno no es un irritante ni sensibilizador de la piel, ni un irritante ocular. El dureno es sólo ligeramente tóxico desde el punto de vista toxicológico agudo y sólo supone un riesgo agudo para la salud cuando se ingiere en cantidades excesivas.